# خورشیدگرفتگی ۱۳ اوت ۲۰۸۳
خورشیدگرفتگی ۱۳ اوت ۲۰۸۳ (به انگلیسی: Solar eclipse of August 13, 2083) یک خورشیدگرفتگی از نوع خورشیدگرفتگی جزئی است. این خورشیدگرفتگی در تاریخ ۱۳ اوت ۲۰۸۳ میلادی (‎۲۲ مرداد ۱۴۶۲ خورشیدی) روی خواهد داد که زمان اوج آن، ساعت ۱۲:۳۴:۴۱ به‌وقت ساعت هماهنگ جهانی است.